# Mark Heather
Mark Heather (* 13. Dezember 1976 in Portsmouth) ist ein ehemaliger englischer Squashspieler.

## Karriere
Mark Heather war von 1995 bis 2007 als Squashspieler aktiv und erreichte im Oktober 2006 mit Rang 39 seine höchste Platzierung in der Weltrangliste. Auf der PSA Tour gewann er in dieser Zeit einen Titel, der er sich 2003 bei den Chennai Open sicherte. Sechs weitere Male stand er auf der World Tour in einem Finale. Er verpasste 2002 mit einer Niederlage in der Qualifikationsfinalrunde gegen Alex Stait seinen ersten Einzug ins Hauptfeld der Weltmeisterschaft.

## Erfolge
- Gewonnene PSA-Titel: 1